# Liste der Mitglieder der Deutschen Akademie der Naturforscher Leopoldina/1831
Die Liste der Mitglieder der Deutschen Akademie der Naturforscher Leopoldina für 1831 enthält alle Personen, die im Jahr 1831 zum Mitglied ernannt wurden. Insgesamt gab es fünf neu gewählte Mitglieder.

## Mitglieder
| Nr.  | Name               | Beiname     | Geboren       | Aufnahme | Gestorben     | Bild              | Datenbank |
| ---- | ------------------ | ----------- | ------------- | -------- | ------------- | ----------------- | --------- |
| 1350 | Karl Bergemann     | Klapproth   | 16. Feb. 1803 | 1. Jan.  | 29. Jan. 1862 |                   | 1944      |
| 1351 | Robert Graham      | Parkinson   | 3. Dez. 1786  | 1. Jan.  | 7. Aug. 1845  | Robert Graham     | 3004      |
| 1352 | Karl Theodor Menke | Chemnitzius | 13. Sep. 1791 | 1. Jan.  | 19. Apr. 1861 |                   | 5609      |
| 1353 | Michael Lenhossék  | Haen II.    | 11. Mai 1773  | 1. Apr.  | 12. Feb. 1840 | Michael Lenhossék | 4911      |
| 1354 | Joseph Sadler      | Kitaibel    | 6. Mai 1791   | 1. Apr.  | 12. März 1849 | Joseph Sadler     | 6329      |

## Hinweis zu den Lebensdaten
In der Liste sind zunächst die Lebensdaten gemäß Archiv der Leopoldina aufgenommen. Diese beziehen sich auf die Angaben gem. Neigebaur (1860) und Ule (1889). Die Lebensdaten im Namensartikel können daher von den Lebensdaten in der Liste abweichen.